# Rembrandtpark
Le Rembrandtpark est un jardin public de la ville d'Amsterdam, situé dans l'arrondissement de Amsterdam-Nieuw-West. Ouvert dans les années 1950, il est construit dans le cadre du « Plan général d'agrandissement de la ville » (Algemeen Uitbreidingsplan), adopté en 1935 et lancé en 1939. Il est baptisé en l'honneur du peintre néerlandais Rembrandt en 1958.